# حاصل جهات
حاصل جهّات (الأردية:حاصل گھاٹ) هي رواية بقلم بانو قدسيا. هناك بعض الجدل حول ما إذا كان سيتم تصنيف هذا الكتاب على أنه رواية ام لا.
وهي في الأساس عبارة عن مجموعة من الأفكار لرجل باكستاني قديم همايون فريد الذي يزور ابنته المهاجرة آرجماند في الولايات المتحدة. معظم الأفكار تحدث له وهو جالس في شرفة منزل ابنته، استخدم تقنية تدفق الوعي في سرد القصة.

## روابط خارجية
- حاصل جهّات, Read online